# Östra Tvet
Östra Tvet är en by i Silvåkra socken i Lunds kommun, Skåne län.
I Östra Tvet ligger den fyrlängade Per Hans gården vilken räddats från förfall av Föreningen Skånska gårdar.